# Zdeněk Pichner
Zdeněk Pichner (* 30. března 1956) je bývalý český fotbalista, útočník. Po skončení aktivní kariéry působí jako trenér v nižších soutěžích.

## Fotbalová kariéra
V československé lize hrál za TJ SU Teplice, nastoupil ve 30 ligových utkáních a dal 1 gól. Ve druhé lize nastoupil za Teplice ve 35 utkáních a dal 2 góly a další zápasy odehrál i za RH Cheb a VTŽ Chomutov.

## Ligová bilance
| Ročník                                   | Zápasy | Góly | Klub         |
| ---------------------------------------- | ------ | ---- | ------------ |
| 1. československá fotbalová liga 1974/75 | 1      | 0    | SU Teplice   |
| 1. československá fotbalová liga 1975/76 | 3      | 0    | SU Teplice   |
| Česká národní fotbalová liga 1977/78     | -      | -    | RH Cheb      |
| 1. československá fotbalová liga 1978/79 | 26     | 1    | SU Teplice   |
| Česká národní fotbalová liga 1980/81     | -      | -    | SU Teplice   |
| Česká národní fotbalová liga 1981/82     | 4      | 0    | SU Teplice   |
| Česká národní fotbalová liga 1982/83     | 30     | 2    | VTŽ Chomutov |
| Česká národní fotbalová liga 1983/84     | 20     | 1    | VTŽ Chomutov |
| Česká národní fotbalová liga 1984/85     | 22     | 0    | VTŽ Chomutov |
| Česká národní fotbalová liga 1985/86     | 5      | 0    | VTŽ Chomutov |
| CELKEM 1. liga                           | 30     | 1    |              |